# Liste der Biografien/Ery
Liste der Biografien |
Portal Biografien |
Personensuche
# |
A |
B |
C |
D |
E |
F |
G |
H |
I |
J |
K |
L |
M |
N |
O |
P |
Q |
R |
S |
T |
U |
V |
W |
X |
Y |
Z |
?
 
Ea |
Eb |
Ec |
Ed |
Ee |
Ef |
Eg |
Eh |
Ei |
Ej |
Ek |
El |
Em |
En |
Eo |
Ep |
Eq |
Er |
Es |
Et |
Eu |
Ev |
Ew |
Ex |
Ey |
Ez
 
Era |
Erb |
Erc |
Erd |
Ere |
Erf |
Erg |
Erh |
Eri |
Erj |
Erk |
Erl |
Erm |
Ern |
Ero |
Erp |
Err |
Ers |
Ert |
Eru |
Erv |
Erw |
Erx |
Ery |
Erz
Die Liste der Biografien führt alle Personen auf, die in der deutschsprachigen Wikipedia einen Artikel haben. Dieses ist eine Teilliste mit 17 Einträgen von Personen, deren Namen mit den Buchstaben „Ery“ beginnt.

## Ery

### Eryi
- Eryiğit, Funda (* 1984), türkische Schauspielerin
- Eryilmaz, Abdullah (* 1958), türkischer Berliner Buchhändler, Autor und Liedermacher
- Eryılmaz, Asil Kaan (* 1998), türkischer Fußballtorhüter
- Eryılmaz, Aytaç (* 1952), deutscher Buchautor
- Eryilmaz, Sahin (* 1984), deutscher SchauspielerSahin Eryilmaz (* 1984)

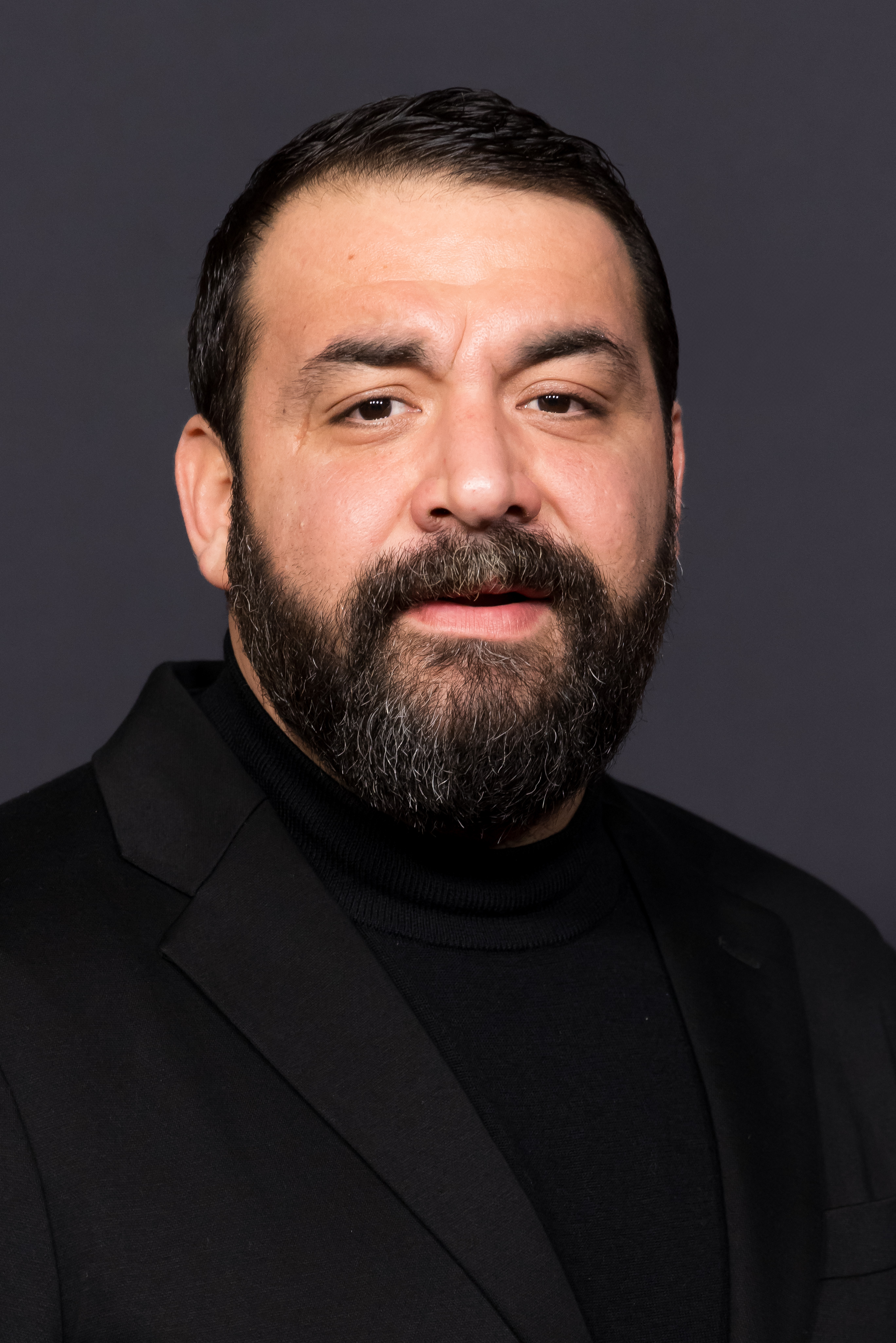
Sahin Eryilmaz (* 1984)

### Eryo
- Eryol, Rober (1930–2000), türkischer Fußballspieler

### Eryt
- Erythräus, Valentin (1521–1576), deutscher Lehrer und Philologe
- Erythropel, David (1604–1661), deutscher lutherischer Theologe, Lehrer und Direktor einer Schule, Schriftsteller
- Erythropel, David Rupert (1653–1732), deutscher lutherischer Theologe
- Erythropel, David Wilhelm (1687–1758), deutscher lutherischer Theologe, Konsistorialrat und Generalsuperintendent der Generaldiözese Calenberg
- Erythropel, Eberhard (* 1862), deutscher Gymnasiallehrer und -direktor
- Erythropel, Georg (1607–1669), deutscher lutherischer Theologe in Hannover
- Erythropel, Heinrich (1865–1940), deutscher Verwaltungsjurist und Politiker (DVP)
- Erythropel, Hermann (1874–1930), deutscher Jurist und Ministerialbeamter
- Erythropel, Martin (1610–1655), deutscher evangelischer Theologe
- Erythropel, Rupert (1556–1626), deutscher lutherischer Theologe, Stammvater der hannoverschen Familie Erythropel

### Eryu
- Eryurt, Dilhan (1926–2012), türkische Astrophysikerin und Hochschullehrerin an der Technischen Universität des Nahen Ostens in Ankara